# General Cepeda
General Cepeda es una población del estado mexicano de Coahuila de Zaragoza, se encuentra ubicada en el sureste del estado, es cabecera del municipio de General Cepeda y colinda al oeste con el municipio de Parras, al norte con el municipio de Ramos Arizpe, y al sudeste y sur con el municipio de Saltillo, capital del estado mexicano de Coahuila.
El 26 de junio de 2023 se le otorgó la categoría de Pueblo Mágico, siendo el 8.º del estado.

## Historia
Precisar una fecha exacta de fundación para la población de General Cepeda es difícil debido a que su poblamiento se dio mediante un proceso complejo de desarrollo de la región. Los primeros indicios de poblamiento de la región tienen una antigüedad de 20,000 años y están constituidos por petroglifos y restos como puntas de flecha; la llegada de los colonizadores españoles se dio en el año de 1568, cuando Francisco Cano exploró la región llegando al sitio exacto donde hoy se  encuentra General Cepeda, en este sitio descubrió una laguna que nombró como Laguna del Nuevo México y que hoy es llamada Laguna de Patos. Pronto todo ese territorio fue constituido por la Corona española como el Marquesado de San Miguel de Aguayo, que se convirtió en uno de los más grandes latifundios del mundo, el centro del latifundio desde el que era administrado fue la hacienda de San Francisco de los Patos localizado en donde hoy se encuentra General Cepeda y antecedente inmediato de la población.
Con la llegada de la independencia y tras varios traspasos, el antiguo Marquesado de Aguayo pasó a formar parte de las posesiones de la familia Sánchez Navarro, una de las familias más conocida de influyentes económica y políticamente en el siglo XIX en México; la familia reconoció y apoyó públicamente la intervención francesa y el Segundo Imperio Mexicano, ante ello, el presidente Benito Juárez entonces residente en la ciudad de Chihuaua decretó la expropiación del latifundio y erigió la hacienda de San Francisco de los Patos en la Villa de Patos el 15 de julio de 1865, fecha que se puede considerar como inicio de la población ya como entidad propia; finalmente, el 29 de diciembre de 1892 el Congreso de Coahuila decretó su cambio de nombre por el de Villa de General Cepeda, en honor del Gral. Victoriano Cepeda Camacho, gobernador de Coahuila y héroe de la guerra contra la Intervención Francesa y el Segundo Imperio.

## Localización y población
General Cepeda se encuentra localizado en las coordenadas 25°22′35″N 101°28′30″O / 25.37639, -101.47500 y a una altitud de 1,410 metros sobre el nivel del mar en un valle rodeado por serranías y ubicado en una zona predominantemente desértica. Se encuentra a unos 70 km al suroeste de la ciudad de Saltillo, capital del estado, sus principales vías de comunicación son dos carreteras estatales que la unen hacia el oeste con Parras de la Fuente, distante 88 kilómetros, y hacia el este con la comunidad de La Trinidad en el Municipio de Saltillo y en donde enlaza con la Carretera Federal 54; la segunda carretera la comunica hacia el norte, hasta enlazar con la Carretera Federal 40, la principal de la región, tanto con la carretera libre, distante 22 kilómetros al norte de la población, como con la autopista de cuota, ubicada unos 10 kilómetros al sur de la libre, siendo las principales vías de comunicación de General Cepeda, pues la unen al este con Saltillo y al oeste con Torreón.
La población total de General Cepeda es de 4,177 habitantes, de los cuales 2,078 son hombres y 2,099 son mujeres, todo ello de acuerdo con los resultados del Conteo de Población y Vivienda de 2005 realizado por el Instituto Nacional de Estadística y Geografía.

## Atractivo Turístico y Cultural

### Monumentos Históricos

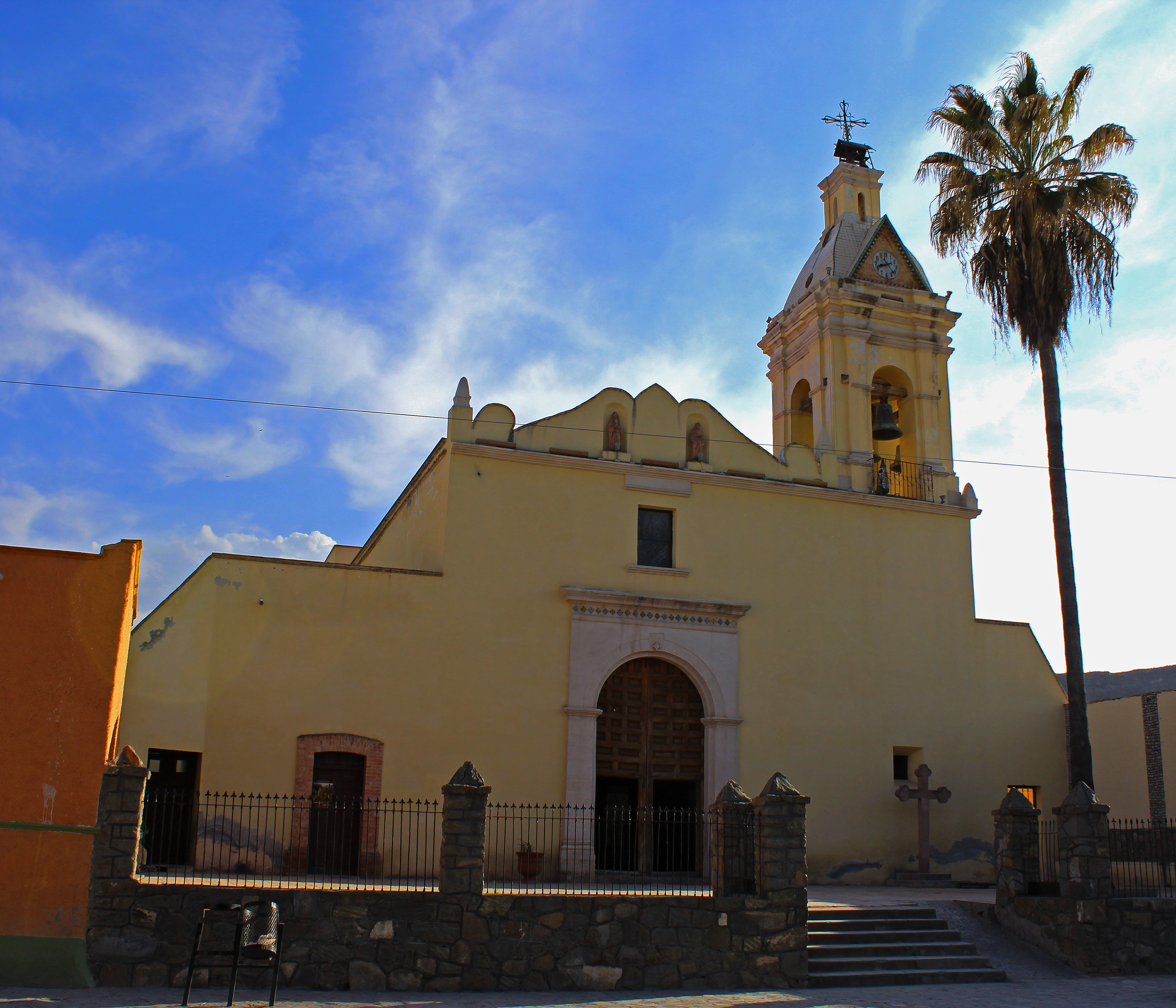
Templo de San Francisco de Asís

Presidencia municipal; casco antiguo de la hacienda de San Francisco de los Patos; templo de San Francisco de Asís, de estilo barroco, construido a finales del Siglo XVIII y principios del siglo XIX; casco de un molino de trigo o Molino Colorado construido en el siglo XVII; cascos de Haciendas, Capillas y Casas habitación de los siglos XVIII y XIX; y arcos del antiguo tianguis municipal, construido en el siglo XIX.

### Tierra de Dinosaurios
Desde la década de los noventa, General Cepeda y las regiones aledañas han atraído las miradas de científicos de todo el mundo debido a la gran cantidad de descubrimientos paleontológicos que se han encontrado. Gracias a este legado natural de fósiles encontrados, como restos de dinosaurios, tortugas, coprolitos invertebrados y un sinnúmero de plantas, Rincón Colorado, una localidad del municipio, fue decretada como un área natural protegida con carácter de Zona Paleontológica, convirtiéndose en la primera de su tipo en México. 
Entre los fósiles encontrados, destacan los hadrosaurios, también conocidos como Pico de pato, ceratópsidos o Cara de cuernos y los carnosaurios. Todos ellos pertenecientes al periodo Cretácico de la Era Mesozoica, hace 70 millones de años. 
En 2008, Rincón Colorado dio la vuelta al mundo dos veces: cuando se dio a conocer el descubrimiento un nuevo género de hadrosaurio: el Velafrons coahuilensis y cuando se anunció el hallazgo de una nueva especie: el Coahuilaceratops magnacuerna, otro dinosaurio herbívoro con cuernos en la cada de un metro de longitud. 
Además, en 2013 el municipio volvió a ser noticia cuando el esqueleto de una larga cola de hadrosaurio, que alcanzó los 5 metros, fue descubierta; las 50 vértebras excavadas permanecen unidas entre sí y son exhibidas en el Laboratorio de Paleontología de General Cepeda.

### Narihua
Al poniente del municipio se encuentra Narihua, un sitio que enriquece enormemente la diversidad histórica del lugar. Se trata de una localidad en la sierra del mismo nombre, donde se han encontrado alrededor de ocho mil petrograbados distribuidos a lo largo de medio kilómetro en más de 500 rocas. También, se han localizado pinturas de flechas y señales cuya antigüedad se ha determinado en seis mil años. Al subir por la ladera, también es posible encontrar piedras grabadas con diseños de caracoles, líneas rectas o en zigzag, huellas de venado, formas de mano y representaciones de astros, entre muchas otras. 
Se cree que los nómadas establecían campamentos provisionales entre las grandes rocas de la sierra para después contemplar los astros o asechar a sus presas y plasmar eventos, ideas o supersticiones en las rocas del lugar.

### Museos
En la localidad de Rincón Colorado está un museo Paleontológico.

### Fiestas, Danzas y Tradiciones

#### Danza
Del acervo cultural, fruto de investigaciones, surgió la coreografía, vestuario y pasos del Jarabe Pateño del profesor Juan Esquivel Espinoza.

#### Fiestas Populares
La feria de la nuez se inicia el día 7 de junio y culmina el 13, fecha en que se celebra la fiesta popular de San Antonio; el 4 de octubre se festeja al santo patrono del municipio San Francisco de Asís. 

#### Leyendas
La que trata la existencia del un túnel que comunica la iglesia, el molino colorado y la presidencia municipal, donde tenía su señorío el marqués de Aguayo y que le permitió trasladarse de Parras para asesinar a su esposa y amante. 
La de un indio tlaxcalteca que se aparece en el camino de General Cepeda - Parras.

#### Tradiciones
El 2 de noviembre, Día de Muertos, se congregan las familias en el panteón, el 25 de diciembre y 1 de enero se reúnen en la iglesia para presenciar las pastorelas y para la misa de gallo. También se celebra la quema de Judas el día Sábado de Gloria en el rodeo para posteriormente culminar con su tradicional baile.

## Hermanamientos
La ciudad de General Cepeda tiene las siguientes ciudades hermanas:
- México Saltillo (2007)[6]